# Nagas
Os Nagas (birmanês:  နာဂလူမျိုး) são vários grupos étnicos nativos do nordeste da Índia e do noroeste de Mianmar. Os grupos têm culturas e tradições semelhantes e constituem a maioria da população no estado indiano de Nagalândia e da Zona Autoadministrada Naga de Mianmar; com populações significativas em Manipur, Arunachal Pradexe e Assão na Índia; na Região de Sagaingue e no estado de Cachim em Mianmar.
Os Nagas estão divididos em vários grupos étnicos Naga cujos números e populações não são claros. Cada um deles fala uma línguas Naga distinta, muitas vezes ininteligível para os outros, mas todos estão vagamente conectados entre si.

## Etimologia
O atual povo Naga tem sido historicamente referido por muitos nomes, como "Noga" ou "Naka" pelos birmanes e Ahoms que significa "pessoas com orelhas furadas", como "Hao" pelos Meities e também "Nakas" pelos birmanes. No entanto, com o tempo, "Naga" tornou-se a nomenclatura comumente aceita e também foi usada pelos britânicos. Segundo o Burma Gazetteer, o termo 'Naga' é de origem duvidosa e é usado para descrever tribos das montanhas que ocupam o país entre os chins no sul e os cachins no Nordeste.

## Cultura

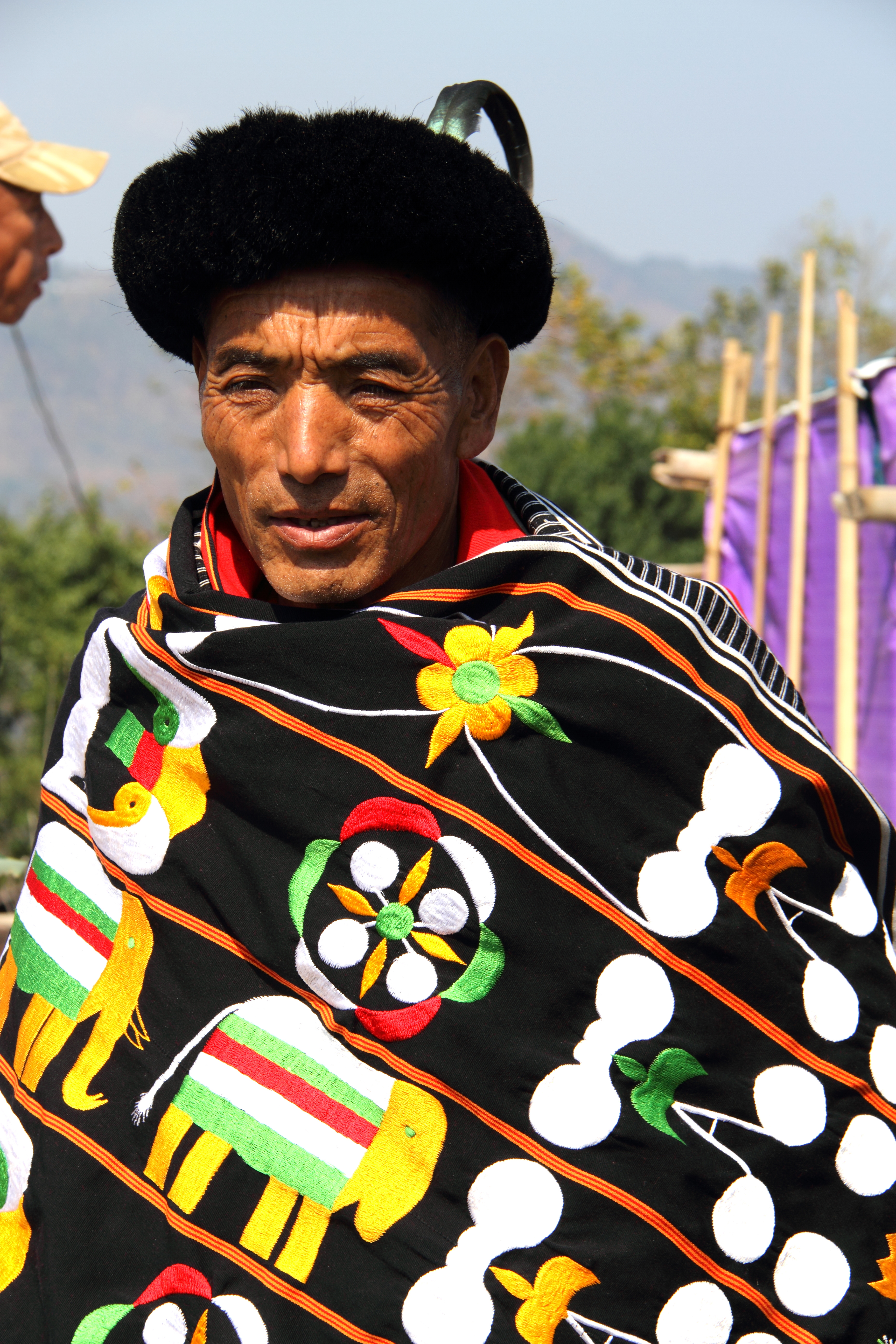
Um homem Chakhesang Naga

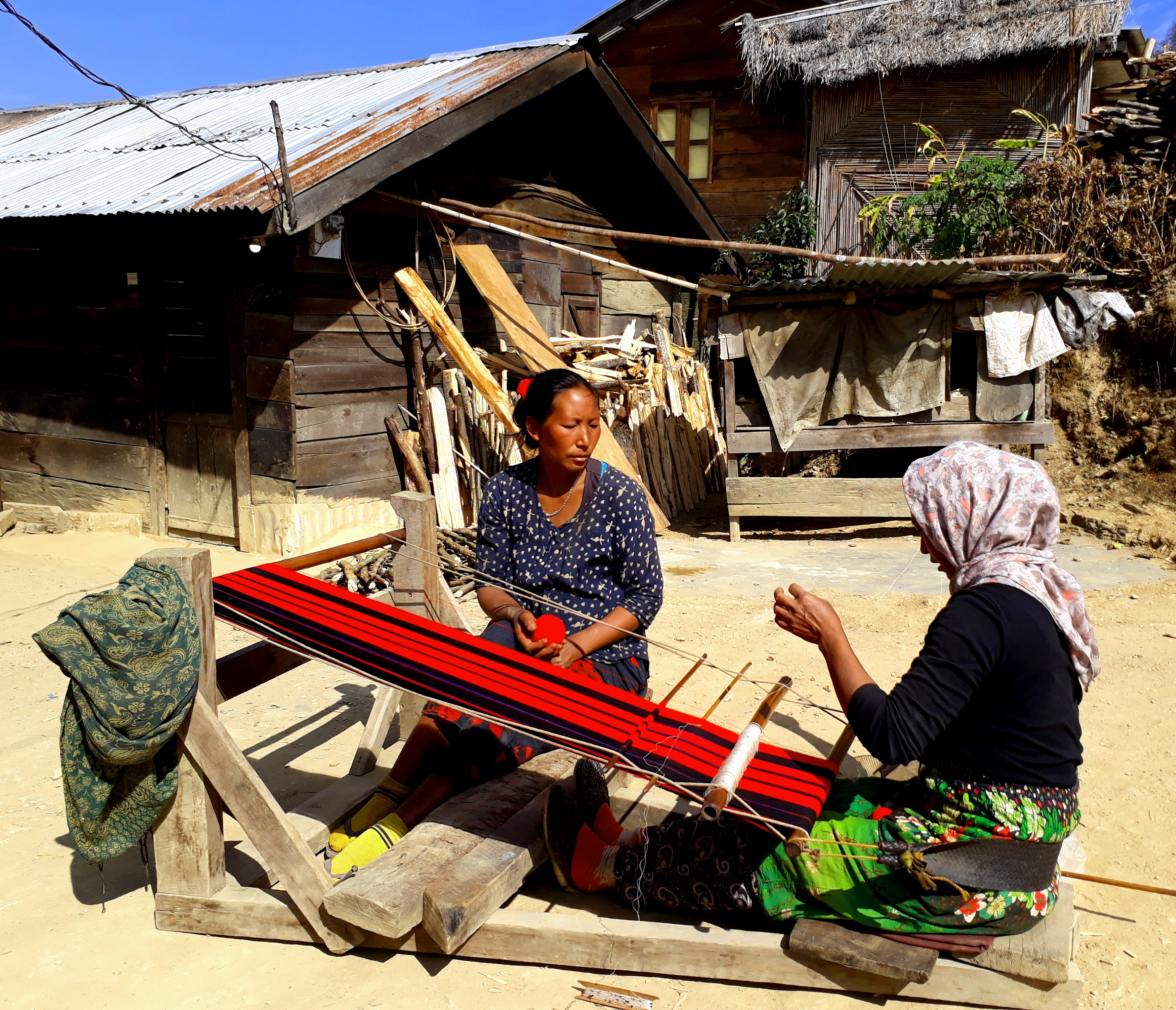
Duas mulheres Yimkhiung Naga tecendo xale tradicional

### Arte
O povo Naga adora cores, como fica evidente nos xales desenhados e tecidos por mulheres e nos chapéus desenhados por ambos os sexos. Os padrões das roupas são tradicionais de cada grupo e os panos são tecidos pelas mulheres. Eles usam contas em variedade, profusão e complexidade em suas joias, para as quais empregam ampla variedade de materiais incluindo vidro, concha, pedra, dentes ou presas, garras, chifres, metal, osso, madeira, sementes, cabelo e fibra.

Segundo o Dr. Verrier Elwin, esses grupos fabricavam todos os bens que utilizavam, como já foi comum em muitas sociedades tradicionais:
eles fizeram suas próprias roupas, seus próprios chapéus e capas de chuva; prepararam os seus próprios medicamentos, os seus próprios recipientes para cozinhar, os seus próprios substitutos para a louça.
O artesanato inclui a confecção de cestos, tecelagem de tecidos, talha em madeira, cerâmica, serralharia, joalharia e miçangas.
A tecelagem de xales coloridos de lã e algodão é uma atividade central para as mulheres de todos os grupos Nagas. Uma das características comuns dos xales Naga é que três peças são tecidas separadamente e costuradas juntas. A tecelagem é um trabalho complexo e demorado e cada xale leva pelo menos alguns dias para ser concluído. Os designs de xales e roupas envolventes (comumente chamados de mekhala) são diferentes para homens e mulheres.

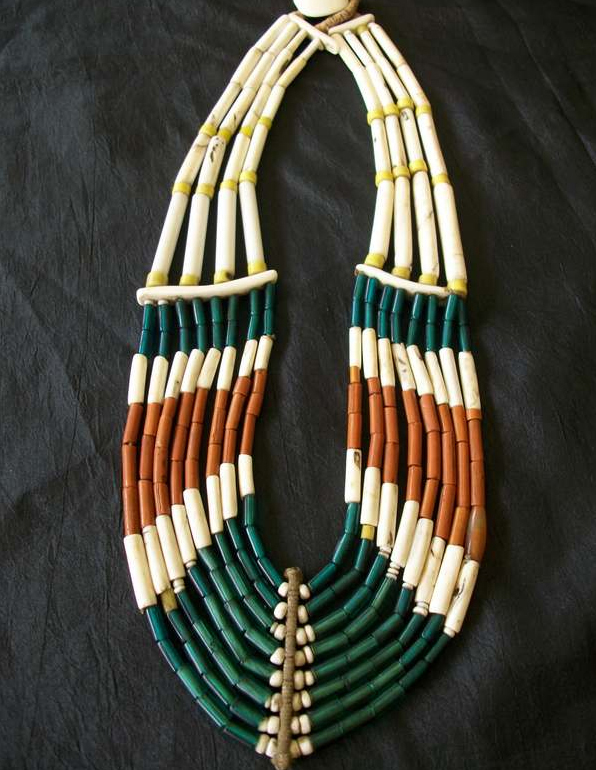
Contas Naga Ancestrais

Entre muitos grupos, o desenho do xale denota o status social de quem o usa. Alguns dos xales mais conhecidos incluem Tsüngkotepsü e Rongsü dos Aos; Sütam, Ethasü, Longpensü dos Lothas; Süpong dos Sangtams, Rongkhim e Tsüngrem Khim dos Yimkhiungs; e os xales Angami Lohe com grossos motivos de animais bordados.
As joias Naga são uma parte igualmente importante da identidade, com toda a comunidade usando joias semelhantes, especificamente os colares.
A Câmara de Comércio Indiana apresentou um pedido de registo de xales Naga tradicionais fabricados na Nagalândia no Registo Geográfico da Índia para Indicação Geográfica.

### Música e dança folclóricas
Canções e danças folclóricas são ingredientes essenciais da cultura tradicional Naga. A tradição oral é mantida viva por meio de contos e canções folclóricas. As canções folclóricas nagas são românticas e históricas, com canções narrando histórias inteiras de ancestrais e incidentes famosos. As canções sazonais descrevem atividades realizadas num determinado ciclo agrícola. Os primeiros missionários ocidentais se opuseram ao uso de canções folclóricas pelos cristãos nagas, pois eram consideradas associadas à adoração de espíritos, à guerra e à imoralidade. Como resultado, foram introduzidas versões traduzidas de hinos ocidentais, levando ao lento desaparecimento da música indígena das colinas Naga.
As danças folclóricas dos Nagas são executadas principalmente em grupos sincronizados, tanto por homens quanto por mulheres, dependendo do tipo de dança. As danças geralmente são realizadas em festivais e ocasiões religiosas. As danças de guerra são executadas principalmente por homens e têm um estilo atlético e marcial. Todas as danças são acompanhadas de cantos e gritos de guerra dos dançarinos. Os instrumentos musicais indígenas fabricados e utilizados pelo povo são tatis (instrumentos feitos à partir de bexigas animais e cabaças), realejos de bambu, flautas de bambu, trombetas, tambores feitos de pele de gado e tambores de tora.

## Grupos étnicos
A palavra Naga originou-se como um exônimo. Hoje, abrange vários grupos étnicos que residem nos estados de Nagalândia, Manipur, Assão e Arunachal Pradexe, na Índia, e também em Mianmar.

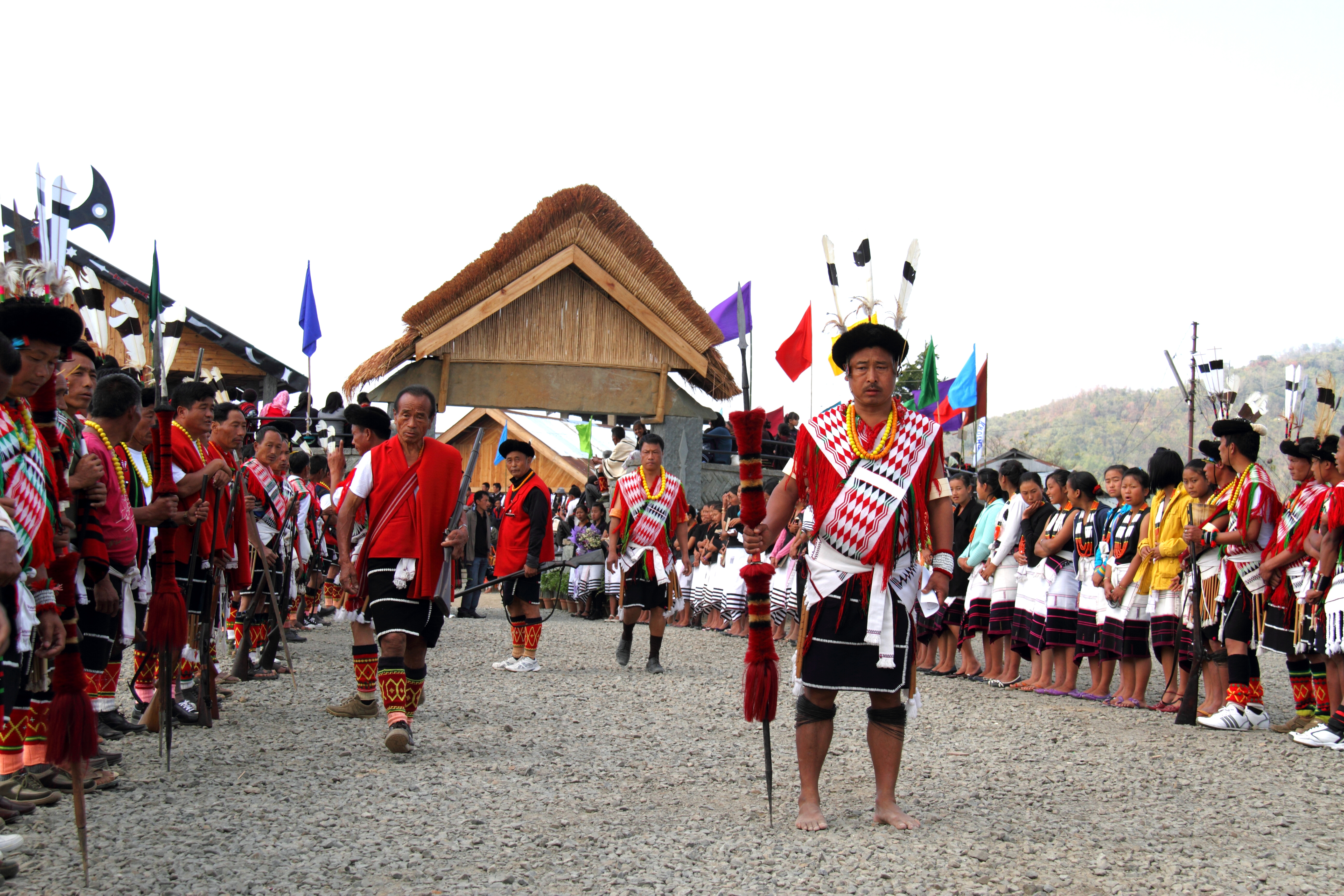
Um grupo de Angami Nagas
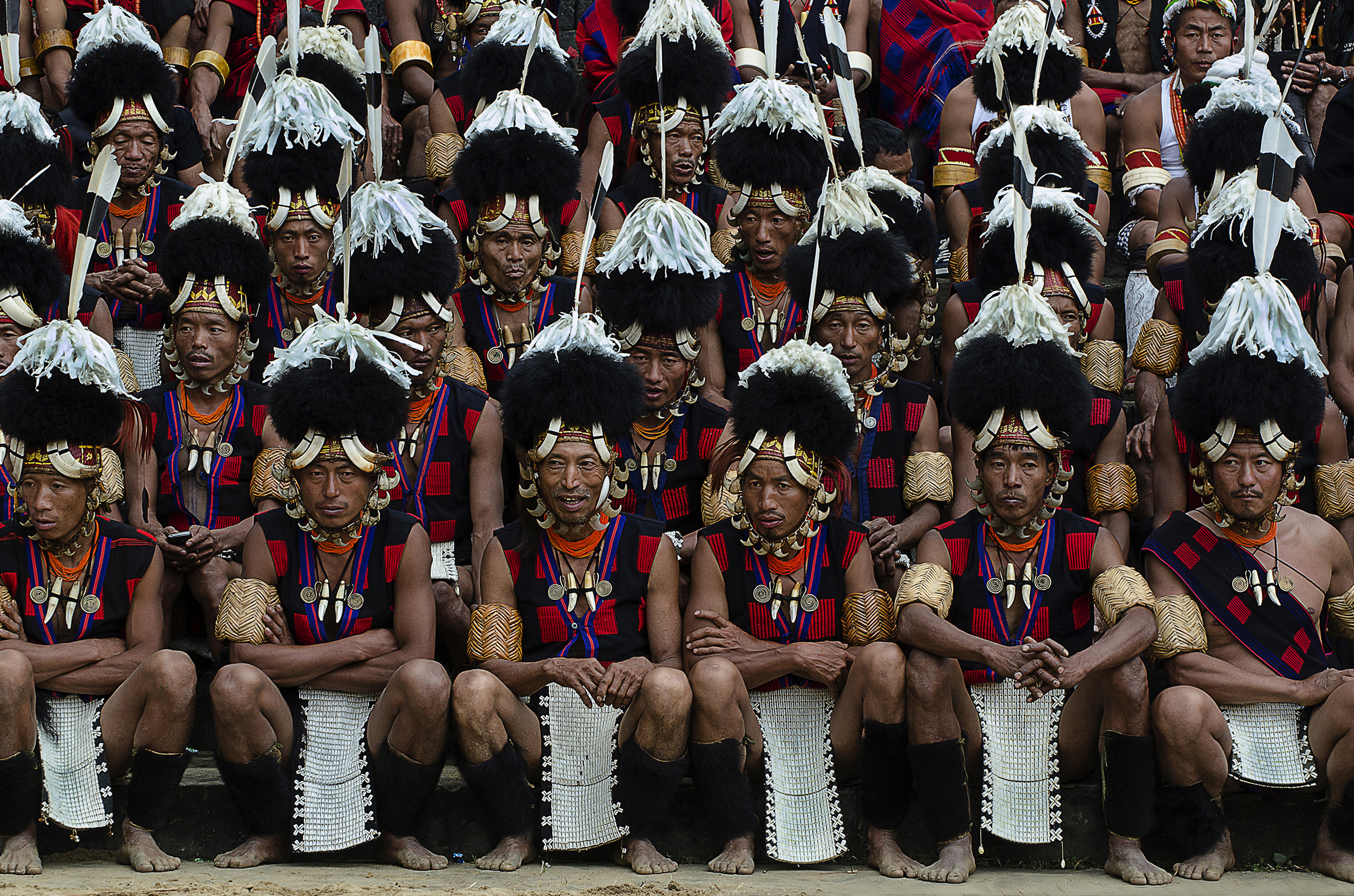
O traje dos Chang Nagas

Antes da chegada dos britânicos, o termo "Naga" era usado pelos assameses para se referir a certos grupos étnicos isolados. Os britânicos adotaram este termo para uma série de grupos étnicos na área circundante, com base em associações linguísticas e culturais frouxas. O número de grupos classificados como "Naga" cresceu significativamente no século 20: em dezembro de 2015, 89 grupos eram classificados como Naga pelas diversas fontes. Esta expansão da identidade "Naga" deveu-se a uma série de fatores, incluindo a procura de mobilidade ascendente na sociedade de Nagalândia e o desejo de estabelecer um objectivo comum de resistência contra o domínio de outros grupos. Desta forma, a identidade “Naga” nem sempre foi fixa.

### Nagas na Índia
A população dos Nagas está espalhada por todos os estados do Nordeste da Índia, exceto Tripura, e está listada como tribos registradas em 6 estados do Nordeste: Arunachal Pradexe, Assão, Manipur, Meghalaya, Mizoram e Nagalândia.

### Nagas em Mianmar
Os nagas em Mianmar são encontrados principalmente em Sagaingue e Cachim. O território Naga em Mianmar é marcado pelo vale Kabaw ao sul fazendo fronteira com o estado Chin, o Cachins ao norte e os birmanes a leste.